# Põlvamaa
Põlvamaa (estniska: Põlva maakond eller Põlvamaa) är ett landskap (maakond) i sydöstra Estland med en yta på 1 822 km² och 27 963 invånare (år 2017). Huvudort är Põlva.
2017 ändrades landskapets gränser som en följd av kommunsammanslagningar då större delen av området motsvarande den tidigare kommunen Meeksi tillfördes landskapet från Tartumaa samtidigt som området motsvarande de tidigare kommunerna Mikitamäe, Orava och Värska tillfördes Võrumaa.

## Kommuner

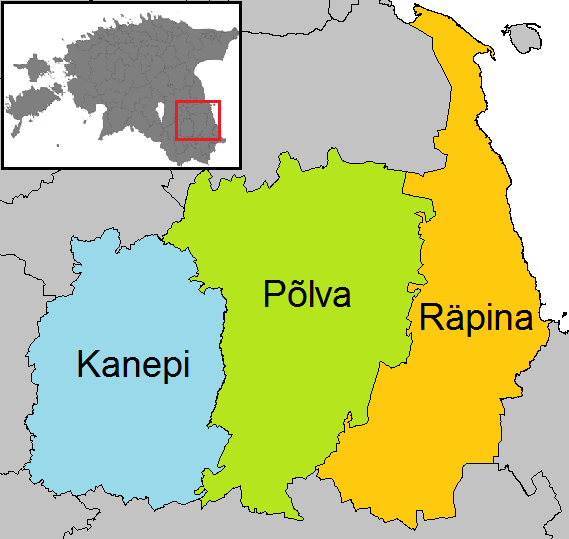
Kommuner i Põlvamaa.

Landskapet är sedan 2017 indelat i tre landskommuner.
- Kanepi kommun
- Põlva kommun (inkluderar staden Põlva)
- Räpina kommun (inkluderar staden Räpina)

## Tidigare kommuner

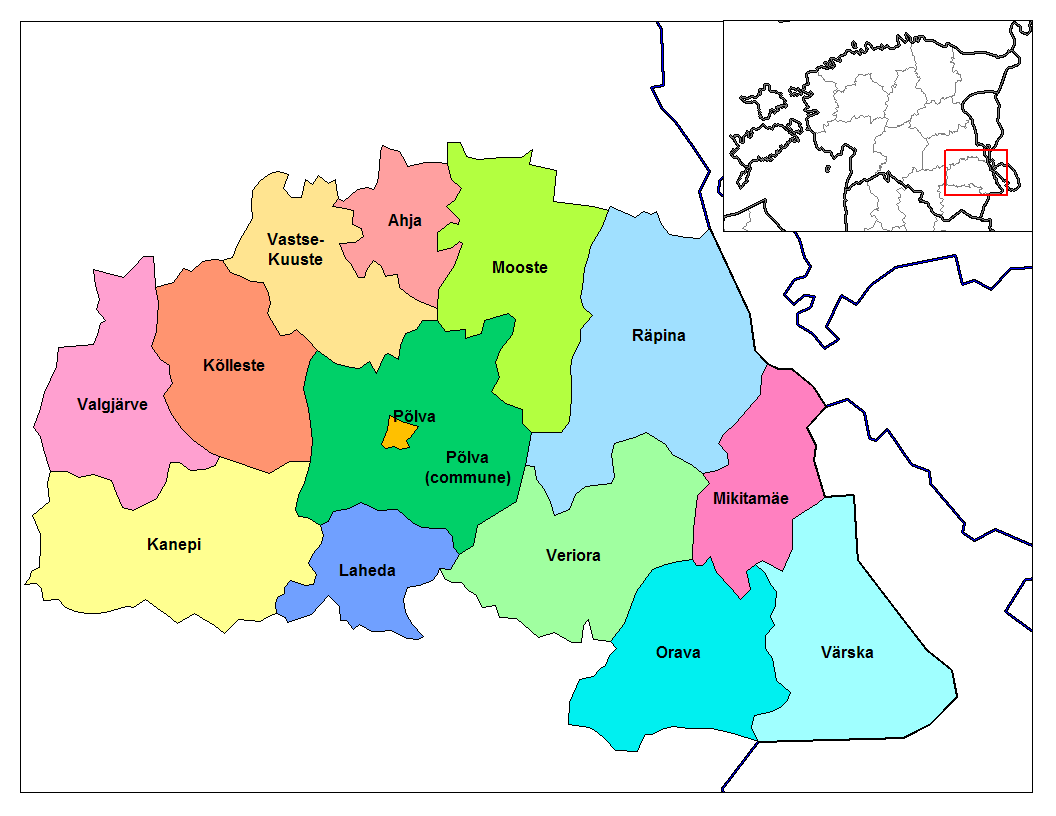
Kommunindelningen i landskapet Põlvamaa 2002-2013.

Landskapet har tidigare varit indelat i 15 kommuner, varav två stadskommuner.

### Stadskommuner
- Põlva stad
- Räpina stad

### Landskommuner
- Ahja kommun
- Kanepi kommun
- Kõlleste kommun
- Laheda kommun
- Mikitamäe kommun
- Mooste kommun
- Orava kommun
- Põlva kommun
- Räpina kommun
- Valgjärve kommun
- Vastse-Kuuste kommun
- Veriora kommun
- Värska kommun

### Administrativ historik
- 2002 uppgick Räpina stad i Räpina kommun.
- 2013 uppgick Põlva stad i Põlva kommun.

## Orter
Efter gränsjusteringar som följd av kommunreformen 2017 finns det i landskapet Põlvamaa två städer, sju småköpingar och 180 byar.

### Städer
- Põlva
- Räpina

### Småköpingar
- Ahja
- Kanepi
- Mehikoorma
- Mooste
- Vastse-Kuuste
- Veriora
- Võõpsu